# Prva A liga 2009 (femminile)
La Prva A liga 2009 è stata la 3ª edizione della massima serie del campionato serbo femminile di pallanuoto disputato dal 2007, anno della sua prima edizione. Il campionato si è disputato in due giorni, il 30 e 31 maggio 2009.
La squadra campione in carica è il Tas 2000 Beograd, vincitore delle due precedenti edizioni della massima divisione serba.

## Classifica finale
|  |    | Classifica finale 2009 | Pti | G | V | N | P | GF | GS | DR  |
|  | -- | ---------------------- | --- | - | - | - | - | -- | -- | --- |
|  | 1. | Taš 2000 Beograd       | 6   | 2 | 2 | 0 | 0 | 19 | 6  | +13 |
|  | 2. | Vračar                 | 3   | 2 | 1 | 0 | 1 | 13 | 20 | -7  |
|  | 3. | Senta                  | 0   | 2 | 0 | 0 | 2 | 9  | 15 | -6  |

### Verdetti
- Tas 2000 Beograd Campione di Serbia 2009